# Berkenthin
Berkenthin ist eine Gemeinde im Kreis Herzogtum Lauenburg in Schleswig-Holstein. Sie ist ländlicher Zentralort und Verwaltungssitz des gleichnamigen Amtes.

## Geografie und Verkehr
Berkenthin liegt im Bereich der naturräumlichen Haupteinheit Westmecklenburgisches Seenhügelland im Süden der Hansestadt Lübeck. Durch Berkenthin führt der Elbe-Lübeck-Kanal. Der Ort besteht aus zwei Ortsteilen, Klein-Berkenthin westlich des Kanals und Groß-Berkenthin auf der östlichen Kanalseite. Die beiden Ortsteile sind durch eine Stahlbrücke miteinander verbunden. Über diese Brücke führt die Bundesstraße 208 von Ratzeburg nach Bad Oldesloe. Die Brücke ist beheizbar. Im südlichen Bereich quert eine Fußgängerbrücke den Kanal und führt direkt zur historischen Maria-Magdalenen-Kirche. Der gesamte östliche Gemeindeteil ist Teil des Naturpark Lauenburgische Seen.
Im Gemeindegebiet liegt außerdem der Ortsteil Kählstorf.
Die neue Ostseeautobahn führt etwa acht Kilometer nördlich der Gemeinde vorbei. In zwölf Kilometern Entfernung liegt der Flughafen Lübeck-Blankensee.

## Geschichte
Die Region ist mindestens seit der Jungsteinzeit besiedelt. Das um 1870/80 zerstörte Großsteingrab Kählstorf war eine megalithische Grabanlage der Nordgruppe der Trichterbecherkultur. Ab ca. 700 n. Chr. siedelten hier Polaben.
Der Ortsname Berkenthin geht wohl auf altpolabisch Parchotina (‚Siedlung des Parchota‘) zurück.
Der Ort wurde im Jahre 1230 zum ersten Mal im Ratzeburger Zehntregister als Parketin urkundlich erwähnt. Durch den Ort führten wichtige Verkehrswege wie die Verbindung zwischen Hamburg und Lübeck und die Salzstraße. 1392–98 wurde der für den Salzhandel wichtige Stecknitzkanal erbaut.
1264 verlieh der Bischof von Ratzeburg die Hälfte des Zehnten des Dorfes Parketin an eine örtliche Adelsfamilie, die das adlige Gut und Gericht Klein Berkenthin bis 1681 besaß. Woltersdorf war nachfolgend Besitz der Hansestadt Lübeck. Durch den Vergleich von 1747 in Hannover fiel der Ort an das Herzogtum Lauenburg. Klein-Berkenthin war das kleinste der landtagsfähigen Güter der Ritter- und Landschaft im Herzogtum Lauenburg.
Seit 1420 ist nördlich vor Berkenthin ein mittelalterliches Leprosorium nachweisbar, das St.-Jürgen-Hospital genannt wurde.
Im Jahre 1900 wurde der Elbe-Lübeck-Kanal eingeweiht, der teilweise auf der Trasse des alten Stecknitzkanals verläuft. Am 1. Oktober 1938 wurden die lauenburgischen Gemeinden Groß Berkenthin, Klein Berkenthin, Kählstorf und Göldenitz sowie der bis 1937 lübeckische Ort Hollenbeck zur Gemeinde Berkenthin zusammengeschlossen. Göldenitz wurde am 1. April 1951 wieder eine eigenständige Gemeinde. Hollenbek wechselte am 1. April 1954 in die Gemeinde Behlendorf. Im Jahre 1974 wurde Berkenthin als ländlicher Zentralort eingestuft. Im Jahre 1985 erhielt die Gemeinde die Genehmigung, ihr eigenes Wappen zu führen. Im Jahre 1991 wurde zur Förderung sportlicher Aktivitäten ein Sportzentrum auf dem Gelände der früheren Sägerei gebaut. Ein Rasensportplatz, ein Kunstrasenplatz, zwei Tennisplätze und ein Mehrzweckraum dienen seither den umliegenden Gemeinden als Anlaufstelle in Sachen Sport.
Bis 1962 verfügte Berkenthin über einen Bahnhof an der Kaiserbahn von Hagenow über Ratzeburg nach Bad Oldesloe. Die Strecke wurde ab 1972 abgebaut, die Brücke über den Elbe-Lübeck-Kanal existierte allerdings noch bis vor wenigen Jahren.

## Politik

### Gemeindevertretung
Bei der Kommunalwahl am 14. Mai 2023 wurden insgesamt 13 Sitze vergeben. Von diesen erhielt die Berkenthiner Wähler-Initiative (BWI) sieben Sitze, die SPD fünf Sitze und der Einzelbewerber Stefan Bartels (EB) einen Sitz.

### Bürgermeister
Bürgermeister der Gemeinde Berkenthin ist seit 2020 Friedrich Thorn. 2023 wurde er wiedergewählt und damit im Amt bestätigt.

### Wappen
Blasonierung: „Geteilt. Oben in Rot eine silberne mit drei Kleeblättern besetzte Schrägleiste, unten von Schwarz und Silber dreimal schräg geteilt.“
Die silberne Schrägleiste entstammt einem Siegel des Ortsadeligen Detlev von Parkentin aus dem 13. Jahrhundert.

## Sehenswürdigkeiten
Maria-Magdalenen-Kirche
Die Maria-Magdalenen-Kirche in Berkenthin entstand um oder kurz nach 1250. Allerdings wird in einer Steuerliste aus dem Jahr 1194 bereits eine Kirche in Berkenthin erwähnt. Die Maria-Magdalenen-Kirche verfügt über mittelalterliche und dem Mittelalter nachempfundene Wandmalereien aus dem 19. Jahrhundert, einen spätbarocken Altar, eine Figur der Maria Magdalena aus dem 15. Jahrhundert, ein Baumstammkreuz aus dem 14. Jahrhundert und einen Taufengel von 1734. Das Mauerwerk legt nahe, dass die Kirche mehrfach zerstört wurde. Hierüber liegen aber keine Aufzeichnungen vor. Der heutige spitze Kirchturm ersetzte erst 1967 die vorherige Konstruktion mit vier Giebeln und einem kleinen Holzturm. Seit etwa 1530–1543 ist die Kirche evangelisch.
Über ihre Namensgebung gibt es verschiedene Theorien: möglich ist, dass die Kirche im Zusammenhang mit der Schlacht von Bornhöved (1227) gegen die Dänen gestiftet wurde. Diese Schlacht fand am Maria-Magdalenen-Tag (22. Juli) statt. Im Rahmen dieser Schlacht hatte Graf Adolf IV. von Schauenburg und Holstein geschworen, im Falle eines Sieges in seinem Machtbereich Maria-Magdalenen-Kirchen bzw. -klöster zu stiften. In zeitlicher Nähe wurde auch in Lübeck das Burgkloster (1227) als St.-Marien-Magdalenen-Kloster der Dominikaner gegründet, das auf die siegreiche Schlacht Graf Adolfs IV. bei Bornhöved zurückgeht.
Eine andere Theorie beruft sich auf die Stecknitzfahrer, deren Schutzpatronin Maria Magdalena war. Die Flussschiffer auf den Salzprähmen nannten sich selbst auch die Maria-Magdalenen-Brüderschaft der Stecknitzfahrer. Die Berkenthiner Kirche war eine der Stecknitzfahrer-Kirchen (wie auch Krummesse, Witzeeze und Siebeneichen). Hier besuchten die Stecknitzschiffer den Gottesdienst, hatten ein eigenes Kirchengestühl und eine eigene Begräbnisstätte auf dem Kirchfriedhof in Berkenthin. Gräber der Stecknitzfahrer sind noch heute auf dem Friedhof vor der Kirche erhalten.
Um 1832 wurde die Kirche inoffiziell dem Patron Petrus gewidmet, der in der Kirche zweimal dargestellt ist. Die Kirche war ursprünglich namenlos als „Kirche in Berkenthin“ bekannt, bis sie im März 2008 auf den Namen „Maria-Magdalenen-Kirche“ getauft wurde.

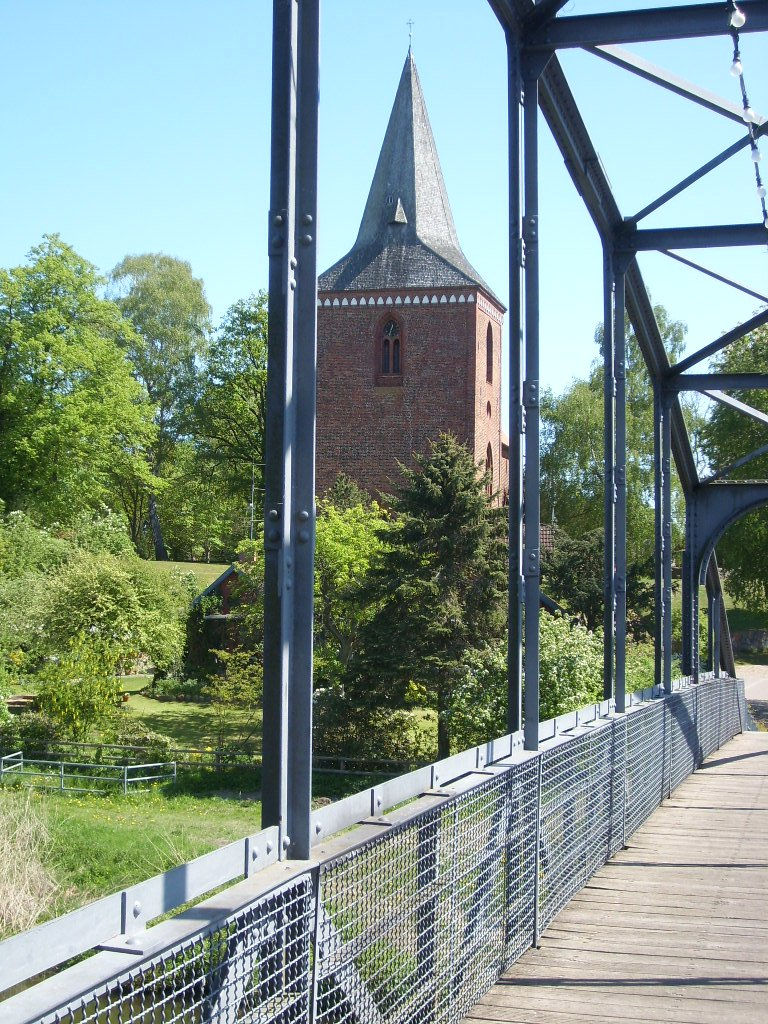
Kirche von Berkenthin von der Fußgängerbrücke über den Kanal aus
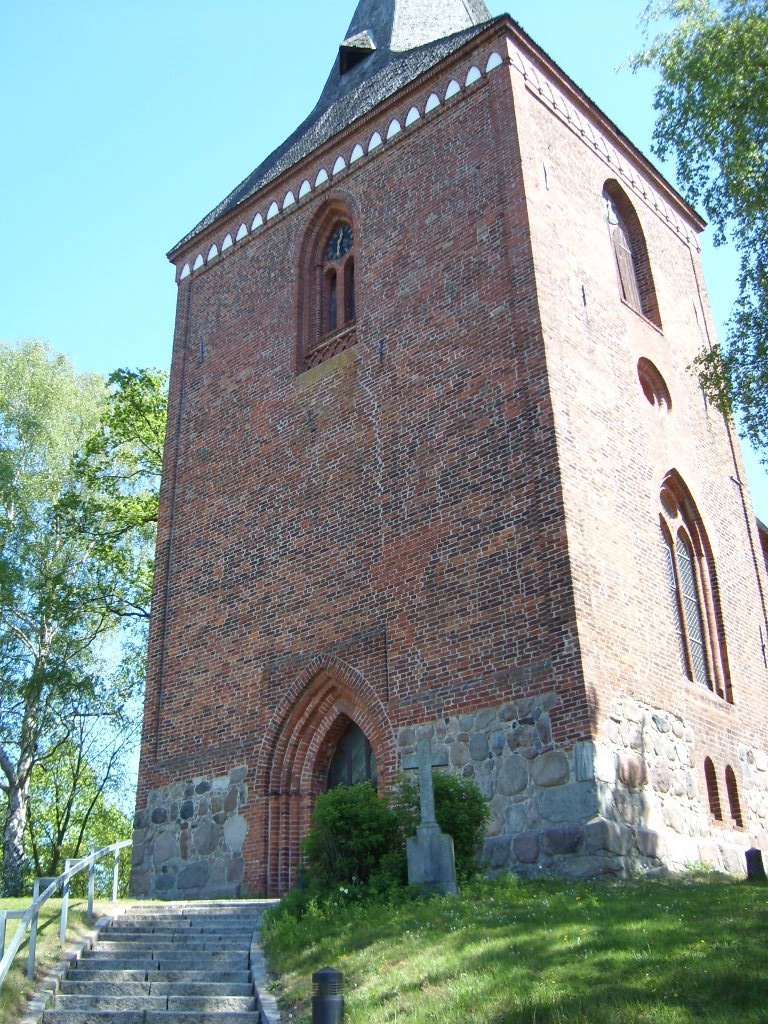
Kirchturm vom Eingang des Kirchhofes
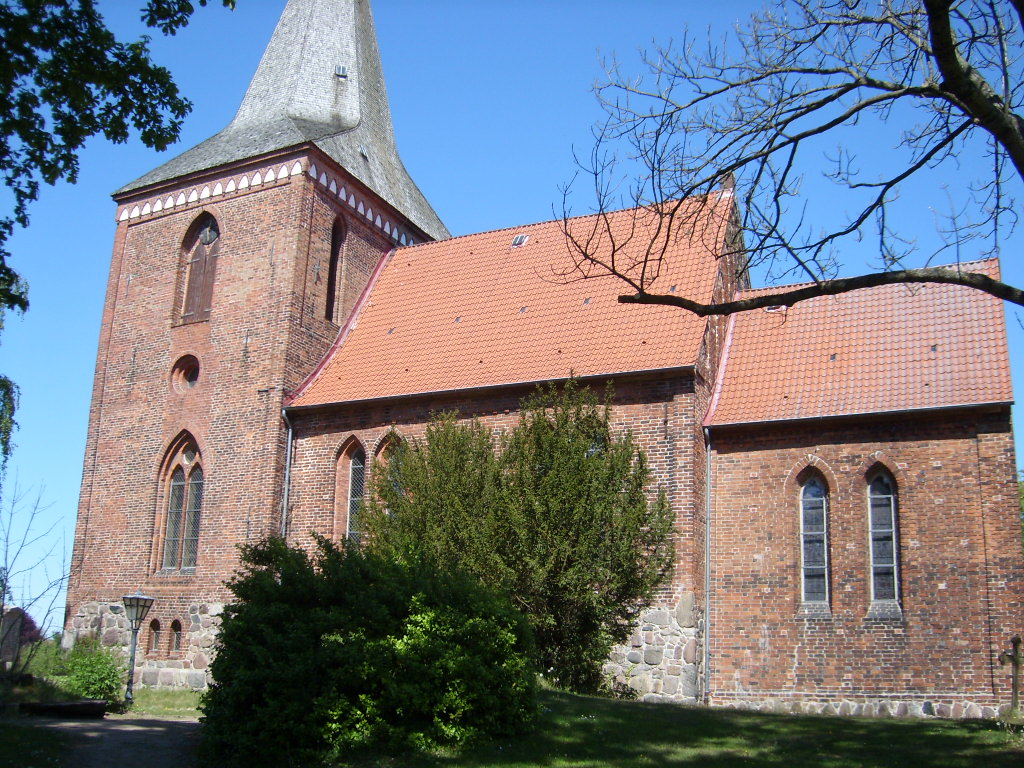
Maria-Magdalenen-Kirche
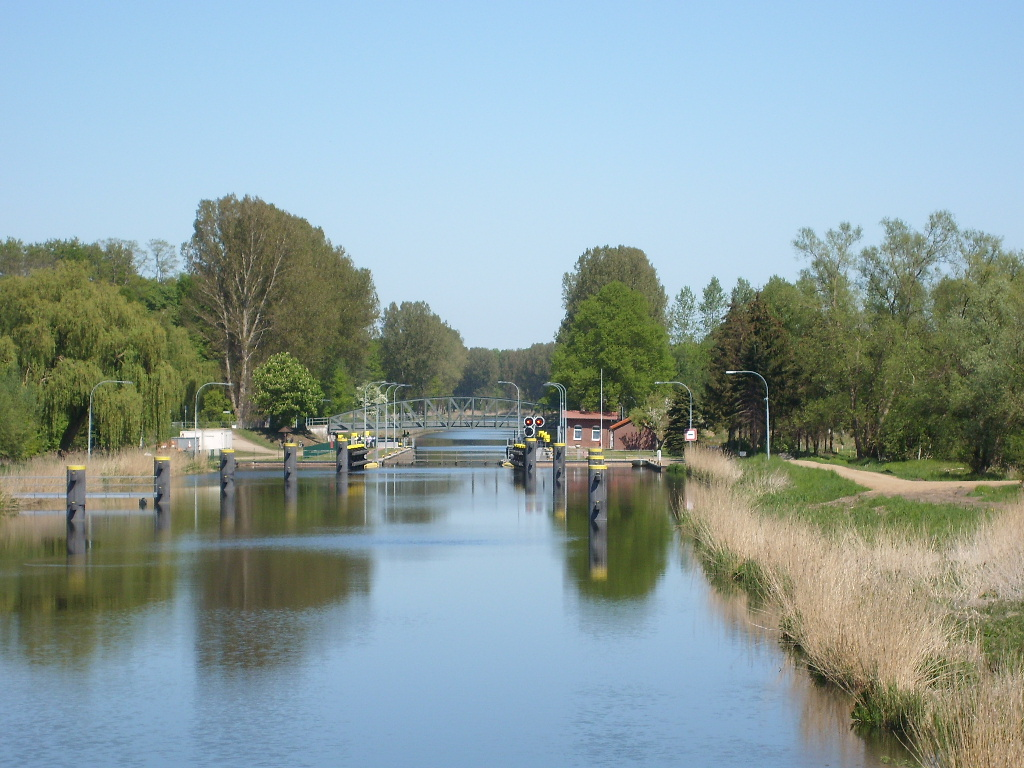
Kanalschleuse

Weiteres

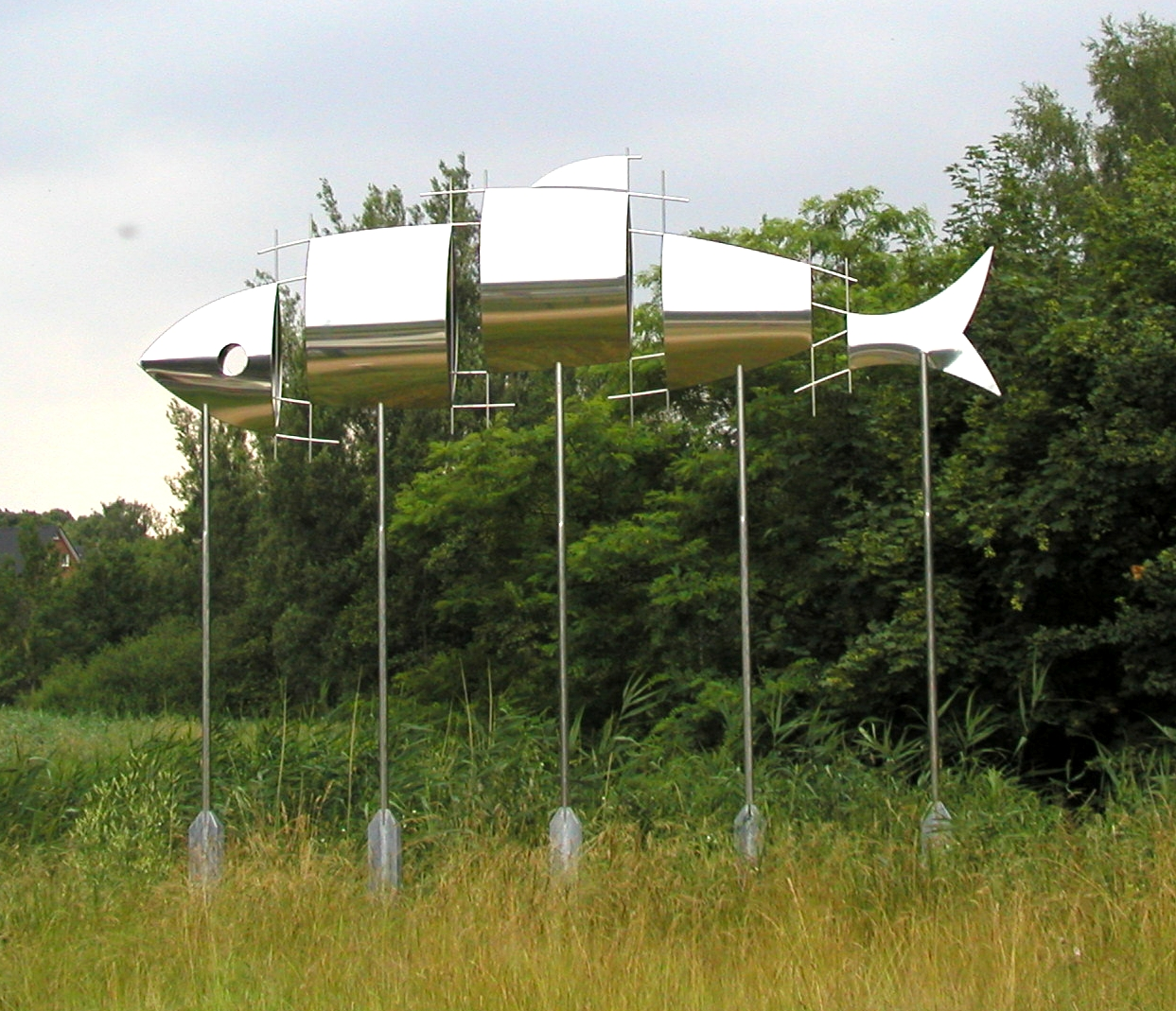
Kanalhering von Tim Adam an der Kanalschleuse

In der Liste der Kulturdenkmale in Berkenthin stehen die in der Denkmalliste des Landes Schleswig-Holstein eingetragenen Kulturdenkmale.
Die 1900 erbaute Schleuse am Elbe-Lübeck-Kanal wird nach dem hotoppschen Prinzip nur mit Wasserkraft betrieben.